# (533210) 2014 DT143
(533210) 2014 DT143 est un objet transneptunien considéré comme faisant partie des  objets épars d'environ 160 km de diamètre.